# Цицимах
Цицима́х (цез. Цицимахъ) — село в Цунтинском районе Республики Дагестан. Входит в состав Шапихского сельсовета.

## География
Село находится на берегу реки Сабакунис-Хеви (бассейн реки Метлуда), на расстоянии 22 км к юго-западу от села Цунта, административного центра района.

## Население
| 1888 | 1895 | 1926 | 1939 | 1970 | 1989 | 2002 |
| ---- | ---- | ---- | ---- | ---- | ---- | ---- |
| 47   | ↗55  | ↘11  | ↗90  | ↗132 | ↘91  | ↘75  |
| 2010 | 2021 |      |      |      |      |      |
| ↘57  | ↘52  |      |      |      |      |      |